# BMX

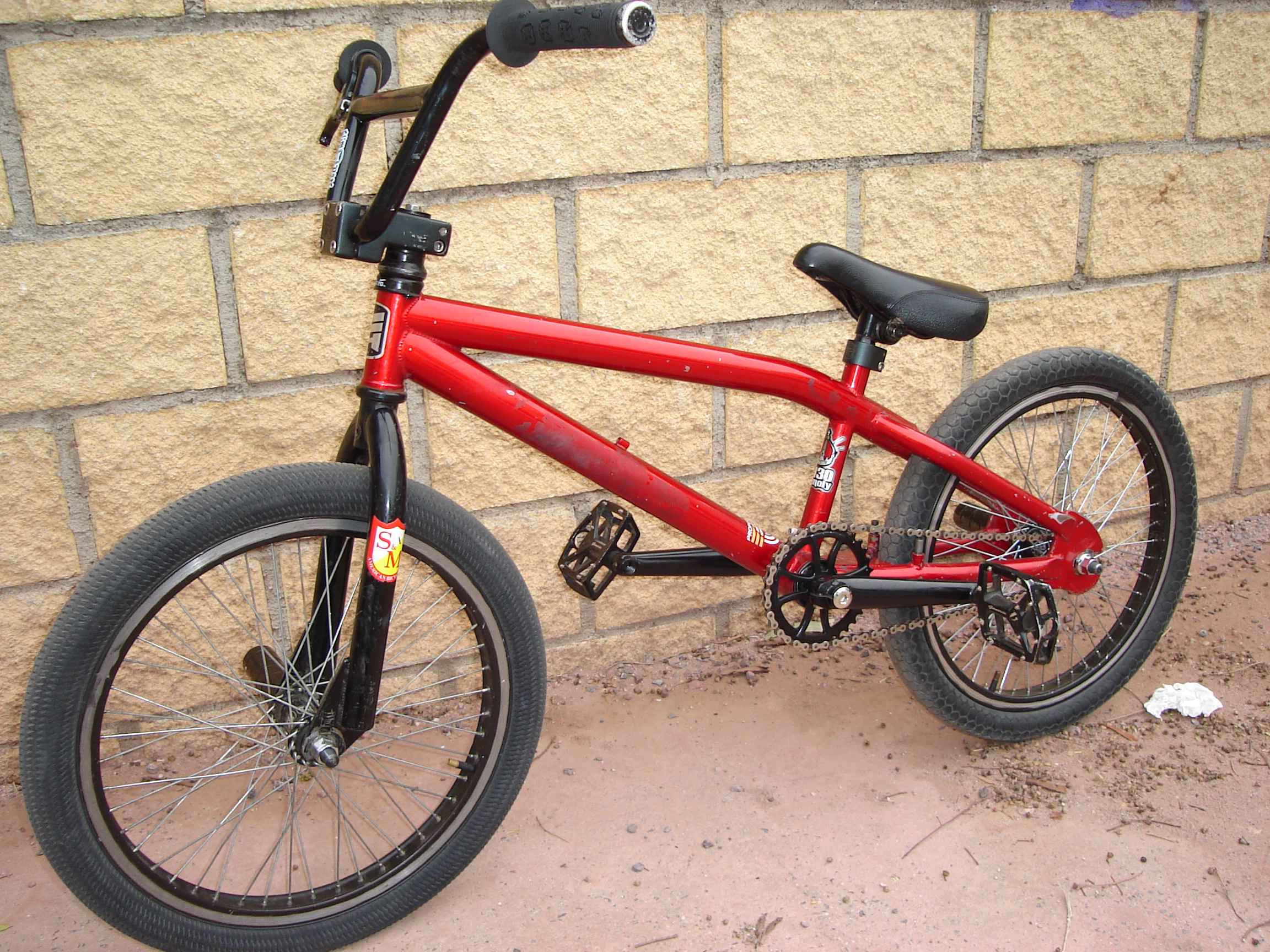
BMX

BMX（ビーエムエックス、ビメックス）は、BMXとはBicycle Motocross（バイシクルモトクロス）の略で自転車競技の一種である。また、その競技で使われる自転車のことである。
短距離レースやスタントに使用される車体は、構造が単純で頑丈。快適性は無視され変速機能も持たないため長距離走行には向かない。泥よけやスタンド、ライトなど競技に関係ない部品は装備しない。国際自転車競技連合の規定では標準では20"ホイール、クルーザーでは24"ホイールと定められている。
因みに、類似の車両として20"ホイールを持つ競技用自転車としてトライアルバイク（バイクトライアル参照）があるが、国際自転車競技連合では別に扱われ、トライアルバイクをBMXと呼ぶことは無い。

## 歴史
1970年代初期にアメリカ・カリフォルニア州の子供たちが20インチクルーザーバイク（自転車）でモトクロスを真似た事から始まり、70年代半ばには専用のバイクを使ったレースが全米で行われるようになる。他の英語圏でも広まり、1982年には初の世界選手権が開かれる。
1978年、アメリカ・インディアナポリスで初の世界大会 1978 WORLD JAG CHAMPIONSHIPS が開催され日本からは 佐々木潤、益子和男、斉藤了の3名（HOT STAFF 横須賀）が TEAM JAGのメンバーとして参加した。
同82年の映画『E.T.』でBMXが重要な小道具として登場、1983年にはニコール・キッドマン主演の『BMX Bandits』（邦題：BMXアドベンチャー）という映画がオーストラリアで制作されている。これら作品の影響もあり、80年代日本でも手頃な車格きることもあって、BMXないし外観をそれ風に仕立てたルック車が少年用自転車として一時流行した。
1982年、日本で初めてのBMX FREESTYLE TEAM KOMAZAWA FACE DOGSが駒沢公園で結成された。
2008年、北京オリンピックにて正式種目に採用され日本からは阪本章史がただ一人代表に選出され出場した。その経験から、2017年、日本初のプロBMXチームGANTRIGGERを立ち上げ、次世代の選手達の環境を整え活動を支援している。
2015年、池田貴広が世界的サーカス『シルク・ドゥ・ソレイユ』のアーティストに抜擢され渡米。2017年からはワールドツアー公演にも参加。
2020年、東京オリンピックの新種目としてBMXフリースタイル・パークが追加された。

## 競技の分類

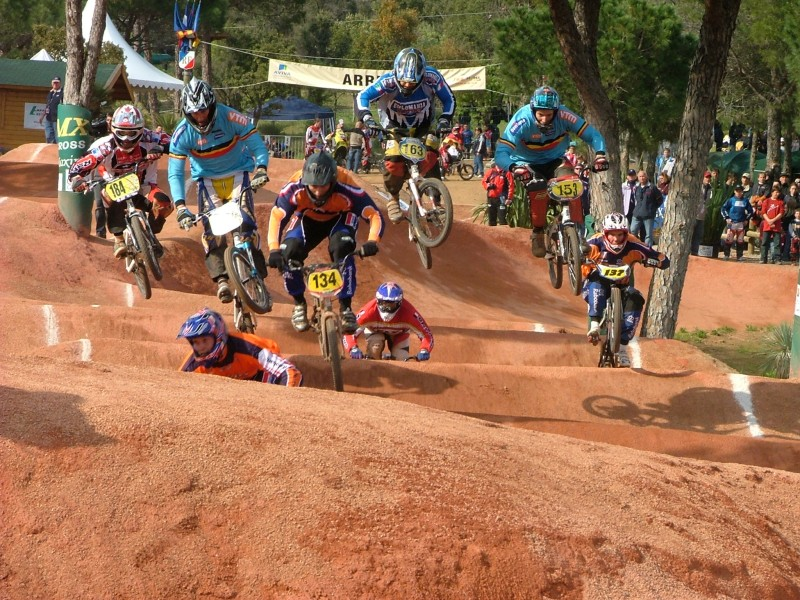
BMXレースの様子

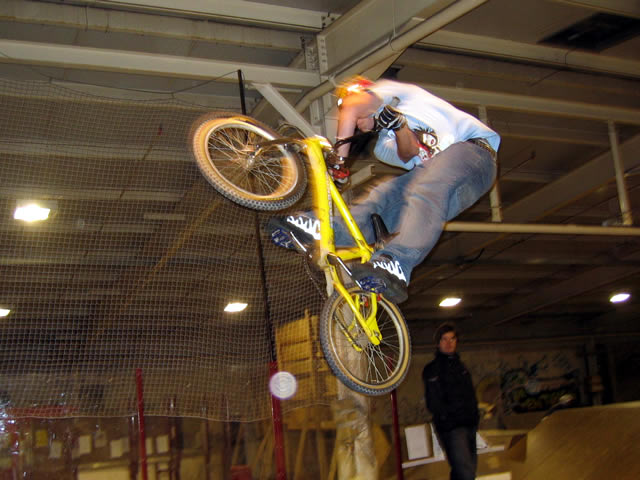
BMXフリースタイル（パーク）

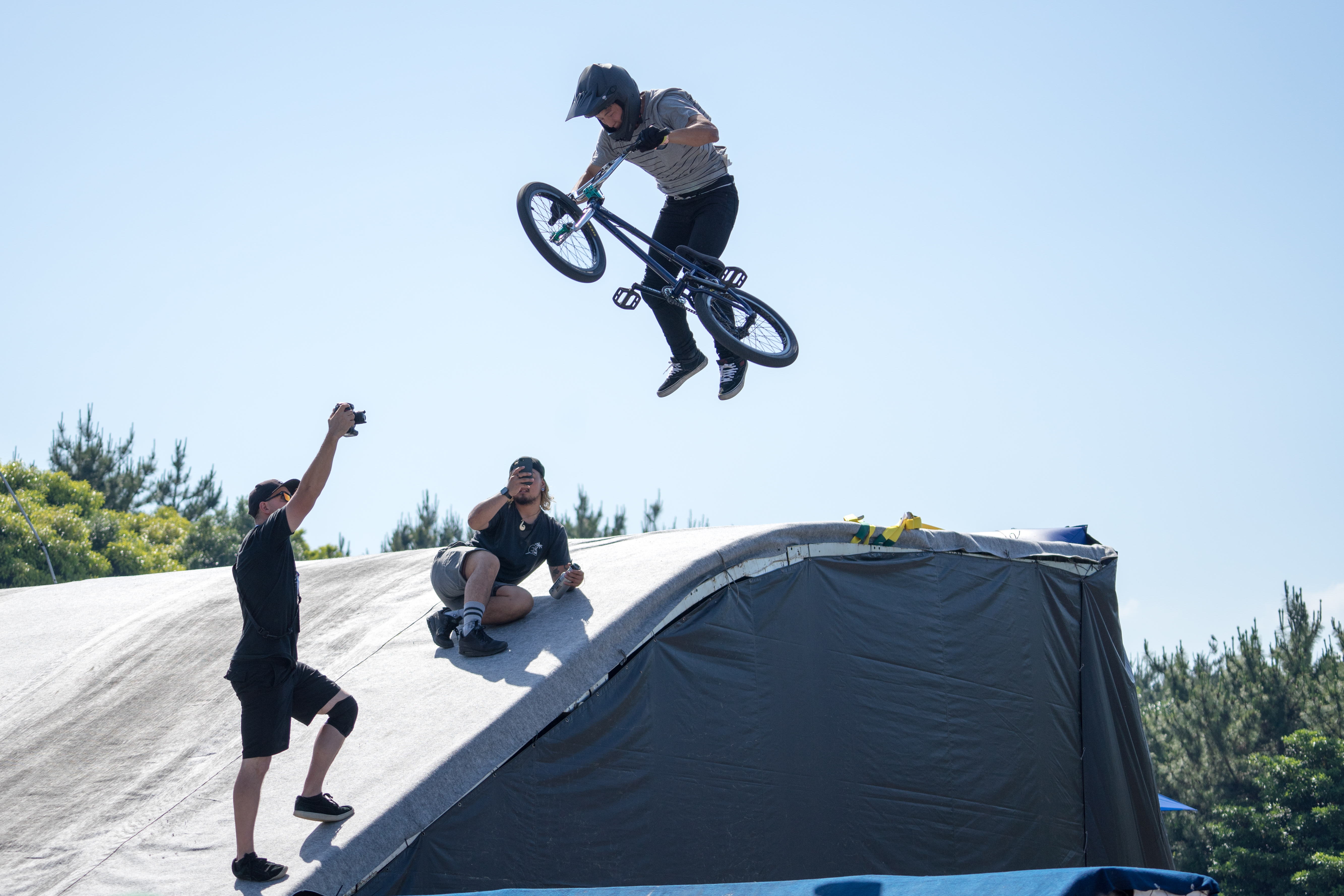
BMX エアートリック・ショーケース
2017年レッドブル・エアレース・ワールドシリーズ 千葉

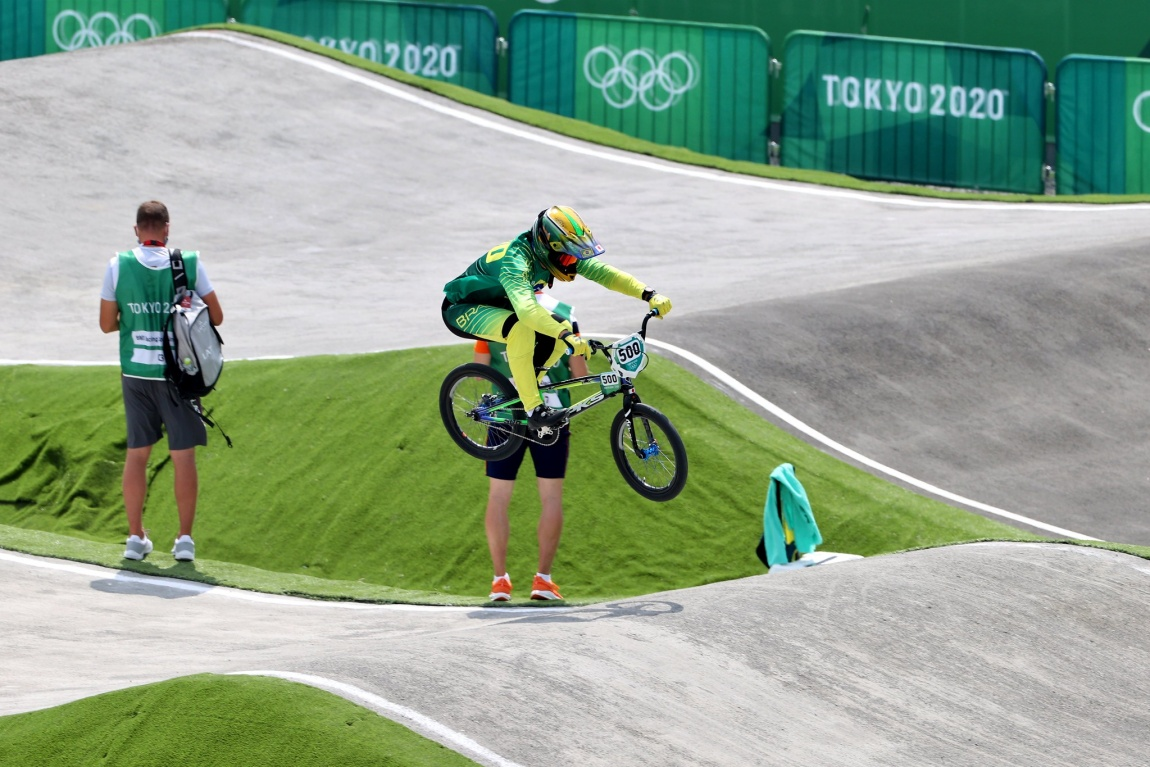
2020年東京オリンピックBMX競技

BMXの競技はレースとフリースタイルの2系統に分かれている。簡単に言えばレースは速さを競うもの、フリースタイルは技を競うものである。フリースタイルが誕生した当時はレース用の車体を使用していたが、次第に競技ごとに特化していき、現在では一台のBMXをレースとフリースタイル両方に使用することはない。さらにフリースタイルの中でも各競技ごとに車体に特徴がある。

### レース Race
様々な形状のジャンプ台やコーナーを含む400 m程のダートコースを最大8人のレーサーが一斉に走り、予選、準決勝、決勝と着順を争う。更に年間の成績でランキングが決まり、翌年度のプレートナンバーとなる。他の自転車競技と比べて、幼い子供でも行うことができるため、自転車競技の出発点となることも多く、ロードレースやマウンテンバイクのレーサーはBMXレース経験者であることも多い。国際自転車競技連合（UCI）の管理種目であり、オリンピック競技であるが、オリンピックでは、従来のレースのスタイルとは異なりSupercrossと呼ばれる。Supercrossでは、15 mを超えるジャンプが設けられていることもある。レース中の接触や転倒、何が起こるか分からない激しさから「自転車の格闘技」とも呼ばれている。

### フリースタイル Free Style
様々な技を披露し、その難易度・独創性を競う。フリースタイルはエクストリームスポーツのひとつであり、X Gamesの一種目としても知られる。大会はフィギュアスケートのような形態をとり、制限時間内で自由に技を入れていき、ジャッジによるポイントで順位を決める。また、ストリートカルチャーの一つでもあるため、競技性を度外視して創造的なライドを楽しむという側面もある。
フリースタイルは、さらに以下の5種目に分類される。ただし、フラットランドを除く4種目については、競技の場所こそ違うものの技の性質はかなり近いため、複数の種目にまたがって参加する人も珍しくない。さらにストリートとパークは特に似ているので、しばしば単一競技「ストリート」として扱われる。

#### フラットランド Flat Land
舗装された平らな地面を舞台とする種目。比較的狭い面積内をゆっくりと走行しながら、バランスをとりつつ様々な技を連続して入れていく。車輪の左右に装備された4本のペグに乗り、ハンドルやシートをさまざまな体制で保持し、タイヤを靴底で擦るなどして、あたかも自転車とダンスをしているかのように巧みに乗りこなす。X Gamesの一種目だったが現在は廃止。

#### パーク Park
スケートパークという専用の施設で行われる。名前の通り、もともとはスケート（sk8、インライン）用の施設であるが、BMXのフリースタイルライディングでも使用されるようになる。クォーター、ピラミッドなどの大きなセクションでダイナミックにエアを決める。コンクリートパークでのライディングも人気がある。BMXはスケートボードに比べて重く、金属の突起も多いため、セクションの破損を嫌ってBMX禁止とするパークもある。現在X Gamesの一種目。また2016年よりUCIの管理種目となっている。

#### ストリート Street
パークと区別するためにリアルストリートと呼ばれることがある。フリースタイルの元祖はクォーター等を使ったスタント的なものだったが、BMXがストリートカルチャーの形で大衆に広まったことで生まれたライディングスタイルである。パークセクションの代わりに街中にある縁石・手すり・壁などの地形や構造物を利用し、思いつくままに技をしていく。具体的には、段差を利用して飛んだり、壁を走ったり、階段の手すりにペグを引っかけて滑ったりする（注意：建造物を汚損・破壊した場合、器物損壊罪に問われることがある）。現在X Gamesの一種目。

#### トレイル Trail
ダートジャンプとも呼ばれる。地面を掘り起こして大きなこぶを多数作った土のコース「トレイル」で、連続してジャンプし空中で技を披露する競技。土のコースを使用する点はレースと共通であるが、レースのこぶは障害物の一つであるのに対し、トレイルのこぶは空中へ高く飛び出すためのジャンプ台であり角度が急である。X Gamesの一種目だったが現在は廃止。

#### ヴァートVert
ヴァートランプと呼ばれる巨大なハーフパイプ（U字型に組まれた大きな台）の中を、ブランコのように往復してその勢いで台から上空へ飛び出し、その時に空中で技を繰り出す競技。おそらくフリースタイルの中でも一番危険で恐怖感も大きいために、世界的に見ても競技人口は少ない。現在X Gamesの一種目。

#### ビッグエア Big Air
10mにもなる巨大なジャンプで、様々な技を披露し、その難易度・独創性を競う競技。現在X Gamesの一種目。

### オールドスクール
フリースタイルBMXの黎明期1980年代の車体とトリックを模倣したスタイル。競技ではないが一定の支持層がいる。当時の本物のパーツを収集して楽しむBMXマニアだけでなく、一部の若者の間でファッションとして人気がある。

## 車体
BMXバイク（BMX bike）には強度が求められ、マウンテンバイクと並び最も頑丈な自転車である。車体は特徴別にレース、フラットランド、ストリート系と分別でき、一般に後者ほど頑丈である。その独特の操作法ゆえ、　ペグ、ジャイロ、フリーコースターハブ等他の自転車にない独自のパーツが複数存在する。どのジャンルでも車体の軽量さが求められ、強度を落とさずに軽量化するために各パーツの形や材質にさまざまな工夫が凝らされている。
BMX競技者はメーカーによる完成車ではなくフレームから組み上げた車体に乗っていることが多い。これはより自分の体にあった車体に乗ることで技術を向上させたり、見た目の個性を強調したりするためである。また、BMXはその使用法の激しさから消耗パーツが多く、また消耗品でない本体のパーツが壊れることも多い。

### フレーム
オーソドックスなダイヤモンド形状のフレームを採用している。ただし、フラットランド用のフレームはダウンチューブが内側に湾曲したり、複数のパイプを溶接したりといった独特な形状が多い。これはダウンチューブと前タイヤの間やトップチューブ上にスペースを確保するためのフラットランド特有の形状である。ヘッドセットはオーバーサイズのインテグラルタイプ（41.8X45）がほとんどである。BMXは変速機を持たないシングルスピードが基本であるため、リアエンドはトラックエンドである。エンド幅は110 mm。ハブ軸受け部の開口幅は14 mmと3/8インチ（約10 mm）がある。フレーム素材は強度を重視しクロモリ鋼が主流だが、レーサーではアルミ合金やカーボン、チタンもある。安い完成車にはハイテンがよく使われるが、強度と重量でクロモリに劣っている。
フレームのジオメトリは主にトップチューブ長（TTL）、チェーンステー長（CSL）、ヘッド角（HA）、シート角（SCA）、BBハイト、スタックハイトで決定される。レースフレームやストリートフレームとフラットフレームの決定的な違いはTTLとCSLであり、レースはTTL20.5 - 21.75、CSL14.5 - 15.5と長く、ストリートはTTL20 - 21.5"、CSL13 - 14.5"程度なのに対してフラットはTTL18 - 19.5"、CSL12 - 13.5"程度と小型である。フレームのサイズは基本的にTTLで考え、身長に比例して長いTTを選ぶのが一般的で、その他のジオメトリは好みで選ばれる。

### フロントフォーク
BMXのフロントフォークはすべてサスペンションの無いリジッドフォークである。コラム径1-1/8インチ（約28.6 mm）のスレッドレスタイプ。エンド幅は他のほとんどの自転車と共通の100 mm。ハブ軸受け部の開口幅はフレームのリアエンド同様14 mmと3/8インチの2種類がある。レース用と一部のフリースタイル用フォークでは、前ブレーキの取り付けを想定しておらず、初めからブレーキ台座が付いていない。素材はフリースタイルではクロモリ鋼のみ。レーサーではクロモリ鋼に加え、カーボンのブレードをアルミのクラウンで支えたものもよく用いられる。フォークオフセットはフラットが0 - 20 mm程度、その他フリースタイルとレースでは25 - 35 mm程度が一般的。

### ハンドル
BMXは車高が低いため、著しいライズにクロスバーと呼ばれる支え棒が入った独自形状のハンドルバーが使用される。素材はクロモリ鋼が一般的であるが、アルミやチタンなどもある。ハンドルバーを構成するパイプの本数によって2ピース、4ピース、8ピースなどがある。フラットランドではハンドル幅をより狭められる4ピースや8ピース、そのほかの競技では2ピースが好まれる。ピース数が多いと固く、少ないほどしなりが出る。パイプの直径は22.2 mmで統一されている。
グリップは伝統的にフランジ（えりまき）の付いた独特な形状のものを使用する。BMX用グリップはたいてい両側に穴が開いており、ハンドルバー端の保護のためにプラスチック、または金属製のエンドキャップ（バーエンド）を被せる。

### ステム
ステムはハンドルクランプ径22.2 mm、コラムクランプ径1-1/8インチ（約28.6 mm）のアヘッドステム。BMX用ステムに求められるのは頑丈さと強いクランプ、ある程度の軽量さである。突き出しはフラットで25 - 35 mm程度、その他フリースタイルとレースでは45 - 55 mm程度が一般的で、フラット専用に0オフセットステムやステムとバーを一体化してオフセットを小さく取ったバーもある。ステムの形状としてフロントロード、トップロード等があり、ステムの選択によるハンドルの高さの調節も可能だが、ハンドルの高さはハンドル自体のライズとヘッドスペーサーで調節することが多く、ステムの形は好みで選ばれることが多い。素材は全てアルミ。

### シートとシートポスト
BMXのシート（サドル）の用途は
- 手でつかむ
- 両膝で挟み車体をコントロールする
- 技の失敗時に臀部を保護する
- 休むときに腰掛ける

等である。長時間座り続けることはまずないので、快適性はあまり考えられていない硬めのものが多く、それよりも転倒時を想定した強度、耐摩耗性とシート裏のつかみ易い形状が重視されている。破れにくいように表面をケブラーで覆ったものや、クッションも皮張りも全くないプラスチックボディだけのシートなどもある。
シートの固定方法は伝統的なレールとやぐらを用いるものとピボタル方式のものが主流。ピボタル（pivotal）とはMacneil社が開発した固定方式で、構造のシンプルさと軽量さゆえ発売後急速に普及した。ピボタル方式のサドルは専用のシートポストと組み合わせる必要があり、レール式のものとは互換していない。サドル下とポスト上端にある波状面を噛み合わせ、サドル上面の穴から内部を貫通した1本のボルトによってポストに固定する。
シートポストの径はストリートでは25.4 mmで、アルミ製のものがほとんどである。フラットではシートをつかむことが多いので、シートポストを長くとっていることが多い。その他のフリースタイルでは技の最中に膝等がシートに当たることを嫌いシートを非常に低くするスタイルが多い。

### クランクとフロントスプロケット(通常の自転車ではチェーンリングに相当)
クランクはクロモリ鋼かアルミの3ピースが主流。以前は1ピースも多かったが現在はほとんど見られなくなった。クランクの軸（スピンドル）の太さは19 mmと22 mmの2規格に絞られており、このスピンドル径さえ同じならば他メーカーでも互換性がある場合が多い。レーサーではマウンテンバイクのクランクもよく流用される。クランク長はフラットランドでは135 - 165 mm程度から好みで選ばれる。その他のフリースタイルとレースでは170 - 180 mm程度が一般的である。
通常の自転車(MTBやロードバイク)ではクランクが一体になった「チェーンリング」という部品があるが、BMXではクランクとフロントスプロケットは完全に個別の部品になっている。PCDも統一されており、互換性が非常に高い。フロントスプロケットはBMXの顔ともいえる部分で、趣向を凝らした様々なデザインの製品がある。1990年代まではレース、ストリート共に歯数は40T前後と巨大で、鉄板そのもののきわめて重い物が使用されていた。2000年代に入ると車体の軽量化が進み、素材はアルミに、ストリートではスペース的利点からもより小径のスプロケットが好まれるようになる。フリースタイルでは9Tのリアコグドライバーが一般化し、フラットでは18 - 25T程度、その他フリースタイルでは23 - 28T程度のスプロケットを合わせることが多い。レースではペダリングのスムーズさを重視し大きなスプロケットが好まれている。

### ボトムブラケット
BMXのボトムブラケット（BB）は現在以下の4種類が存在する。またBMXのクランク軸の太さは19 mmと22 mmの2種類があり、各BBのベアリング内径もこれに合わせて2種類用意されている。
- アメリカンBB - 現在では安価な完成車のみに見られる旧式のBB。強度があるが大きく重い。アルミのカップにベアリングが圧入してあり、それをボトムブラケットシェルへ圧入する。ベアリング外径41 mm、カップ外径51 mm。
- ユーロBB - カップをネジ式でフレームに固定する。マウンテンバイクなどと互換性のある規格。その軽さと扱いやすさ故、一時期ストリート、フラット共に主流となったが、外径の小ささによる強度不足からストリートではほとんど見られなくなった。レースでは主流であり、フラットでもスパニッシュと共に主流である。ベアリング外径30 mm。
- スパニッシュBB - flyバイクが考案した独自規格のBMX専用BB。従来のカップを排し、2個のベアリングとその間に挟むチューブスペーサーだけのシンプルな構造となった。ベアリング外径はアメリカンBBとユーロBBの中間で、強度と軽さのバランスが考慮されている。発売以来スパニッシュBBを採用するメーカーは増加しているが、他社規格を嫌うメーカーはミッドBBを採用する傾向がある。ベアリングそのものを万力のような工具で直接フレームに圧入する。外径37 mm。
- ミッドBB - 最も新しいタイプで現在ストリートの主流となっている。スパニッシュBBと同じく、ベアリングを直接ボトムブラケットシェルへ圧入する。ベアリングはアメリカンBBと同じサイズ。つまり、ミッドBBはアメリカンBBのベアリングそのものである。外径41 mm。

アメリカンBBがアルミのカップを採用しているのは、圧入時の変形をカップで吸収するためである。ベアリングを直接BBシェルに圧入するタイプは、BBシェルに対して高い加工精度を要求する。しかし、実際にそのような精度で加工されたフレームは少なく、新品のBBでも圧入直後から回転が悪くなってしまうことがあるため、BB圧入の際に専門工具によるBBシェルのリーマ加工を行い、精度を確保することがある。

### チェーン
チェーンはシングルスピード・固定ギア用の1/2×1/8サイズを使用する。軽快車用の安価なチェーンが使用できるが、カラーチェーンや激しいライディングでのダメージを考慮した高強度チェーンも多く出ている。トラックエンドを持つBMXでは、後輪軸を前後に動かすことによって車体を扱いやすいようにリアセンター長（BB - 後輪軸の距離）を調節する。このとき半コマや1.5コマと呼ばれる特殊なコマをチェーンに組み込むことがある。これらの部品を使うと、奇数のリンク数を選択することが出来、微妙なリアセンター長調整が可能になる（半コマを使わない場合、チェーンのリンク数は偶数のみ選択できる。）。また全てのコマが半コマからなるチェーンも存在する。

### ペダル
BMXのペダルにはグリップ力、耐久性、軽さ等が要求される。素材にはアルミ、プラスチック（ポリカーボネート）等がある。ベアリングは安価なボールベアリングとメンテナンスフリーなシールドがある。形はフラットペダルで、グリップ力と耐久性を得るためさまざまな形状をしており、踏み面は広い。クランクに固定するネジの径は、9/16インチと1/2インチの2種類がある。前者は3ピースクランク用、後者は1ピースクランク用だが、1ピースクランクの衰退に伴い1/2はあまり生産されなくなった。
フラットではペグの上に乗っていることがほとんどなので、ペダルは軽量なプラスチック製が好まれる。ストリートでは強度、グリップ力、価格等のバランスがいいアルミ製が主流であったが、ODYSSEY社のTwisted pc pedalの流行をきっかけにプラスチックペダルが主流になった。プラスチックペダルの特徴として
- 軽い
- ぶつけても体へのダメージが少ない
- 安い
- 消耗が激しい
- 靴にやさしい

等があり、金属ペダルの場合は
- 食いつきがいい
- 耐久性が高い
- ピンの交換可能

等の特徴がある。トレイルでのライディングでは土や泥によるグリップの低下を防ぐため金属ペダルを使用するのが一般的である。レースにおいてはスピードを競うためシマノ社のSPDに代表されるクリップレス・ペダルが主流である。

### ホイール
BMXのホイール（車輪）は20インチである。24・26インチホイールのBMX（MTBMX）もあるが、これは「クルーザー」と呼ばれ区別される。大部分が手組みによるスポークホイールである。コンポジット（成型プラスチック）ホイールも少数あるが、これはファッション性を重視したもので、重いため競技には向かない。スポークの組み方は強度の保たれる6本組、8本組が普通。フラットランドではたわみの少ないラジアル組を選択することもある。スポーク数は36本が最も多く、テンションを重視するフラットランドで48本が使われたり、軽量化のためにフロントに32本や28本を選択する場合もある。ロードバイクやMTBのようにメーカーが自社部品のみで完成したホイールは一般的ではなく、ユーザーがハブ・リム・スポーク・ニップルを自由に選んで組み合わせる。
ハブ
BMXのハブは堅牢さを重視した設計であり、クイックリリースは使用せずナット止めである。壊れにくくメンテナンスフリーなシールドベアリング使用のものが多くなっている。ハブ軸径は14 mmと3/8インチの2種類があるが、前ハブは3/8インチ軸が主流である。OLD（オーバーロックナット寸法）は前ハブが100 mm、後ろハブが110 mm。
BMXの後ろハブには、フリーホイールを使用するハブ、カセットハブ、フリーコースターハブの3種類がある。
- フリーホイール - 内部にラチェット機構を持ったギア部品のことで、ハブシェルに切られたネジ部に締め込んで取り付ける。トラックレーサー等と同じもので、以前はすべてこのタイプだった。フリースタイルでは走行性能は重視されないため、軽量化やスペース確保ができる小型のスプロケットのメリットは大きい。しかし、フリーホイールでは取り付けネジの存在によりギアの小型化に限界があるため、主流はカセットハブに移行した。最小歯数は13T。
- カセットハブ - ラチェット機構をハブシェル内部に配置し、コグの交換のみでギア数が変更でき、ストリート向けには、専用コグドライバーを使用することによってギアの小型化に対応したハブ。レースやフラットランド以外のフリースタイルでは現在主流である。ギア数の変更はレースではコグのみ、ストリートではコグドライバーの交換により対応する。現在レース向けコグは最小が11T、コグドライバーの最小は8T。ストリートでは9Tが広く普及している。
- フリーコースターハブ - ラチェット機構を持たないBMX独自の特殊なハブ。バックスライドハブとも。BMX競技には、後ろ向きに進むという珍しい動作が含まれるが、このときに通常のハブではクランクが逆回転し邪魔になってしまう。フリーコースターハブは、非ペダリング時にギアと車輪の回転が切り離されるような機構を内蔵しているため、後進してもクランクは回らない。フラットランド専用のハブだったが、近年はストリートにも取り入れられるようになった。フリーコースターの起源はコースターブレーキハブ（後ろに漕ぐとブレーキが掛かるハブ）のブレーキ機能を取り除いたもので、当時のフリースタイラー達はこの改造を自分で行いフリーコースターを実現していた。

ストリートでは、後ろハブは右ドライブか左ドライブかを選択する。通常自転車のスプロケットとチェーン（ドライブトレイン）は車体の右側にあってこれを右ドライブと呼ぶが、左ドライブのハブを選択するとドライブトレインを左側に変更できる。メインでグラインドをするサイドの逆にドライブトレインを配置することでグラインド時にスプロケットやチェーンの破損を防ぐことが出来る。また、グラインド時にハブシェルとスポークの破損を防ぐためハブガードというパーツを装着することがある。左ドライブハブもハブガードもBMX独自のパーツである。
リム
リムはすべてアルミ製で、強度や安定性を重視し幅が広く独特の形状をしている物が多い。さらに、強度を上げるためにリムの内側に補強を持ち断面が箱形のダブルウォール構造が主流となっている。
特にブレーキ性能を重視する場合はメッキリム・CPリムと呼ばれる鏡面メッキにより制動力を上げた特殊なリムが使用される。近年はレース以外の各競技ともブレーキレススタイルの普及などによってメッキリムは衰退し、カラーアルマイト処理されたものや通常塗装のカラフルなリムが人気がある。
スポーク・ニップル
スポークは錆びないステンレス製と安価な鉄製がある。軽量で独特の色が魅力のチタン製も登場しているが非常に高価である。太さは14番が主流。強度の必要なフランジ付近とニップル付近を太く、重量を抑えるため中央を細くしたバテッドスポークもある。ニップルは硬い真鍮製が定番だったが、最近は真鍮の3分の1程度と軽量でカラーの豊富なアルミ製も増えてきている。
タイヤ・チューブ
タイヤは競技により多様である。レース、トレイルといった土のコースを走る競技ではブロックタイヤを用いる。路面の整ったフラットランド、パークではスムーズさを重視してスリック系の滑らかなタイヤが好まれる。リアルストリートではさまざまな路面に対応するため、前は太目のブロックタイヤ、後ろはスリックタイヤといった組み合わせもみられる。タイヤの太さは1.5 - 2.3"程度（38 mm - 58 mm）。全てクリンチャータイヤ（HE規格）であり、チューブには強度のある米式バルブを採用する。

### ブレーキ
BMXのブレーキは右が後ろ、左が前とするのが一般的で、JISやSG基準とは異なる。レースではVブレーキが用いられる。前ブレーキは必要ないので後輪だけに付いている。フリースタイルではUブレーキ（センタープルブレーキ）を採用する。競技と個人のスタイルにより、前後のブレーキの有無は様々である。車体をより軽量にするため、必要が無い場合はブレーキを取り外すことが多く、ブレーキレスのライダーも多いが、一般的に公道で自転車として使用する場合はブレーキをつけなければ道路交通法違反となる。フリースタイルでは、引っかかってミスの原因となりやすい車体の突起物を極力減らさなければならず、後ろブレーキはフレームのリア三角の内側に付くという特徴がある。
フリースタイル、特にフラットランドではハンドルを自由に回転させる必要があるため、フロントブレーキワイヤーはフォークのコラムの中を通し回転の際絡まないようにする。リアブレーキを使用する場合はデタングラーと呼ばれる機構でケーブルの絡みを防ぐ。フラットランド以外の競技では、ハンドルは一回転できればよしとするスタイルも多く、その場合はリアのブレーキワイヤーを一本引きにし、ハンドル前方に飛び出すように長く取る。

### デタングラー（ジャイロ）
フリースタイル専用部品。『ジャイロ』はアメリカのBMXパーツメーカーODYSSEY社が開発したシステム、及び同社の登録商標。一般名称は『デタングラー』。BMXといえばくるくる回るハンドルをイメージする人も多いが、このときに後ブレーキのワイヤーが絡まないようにするための仕組み。途中で二股に分かれるブレーキワイヤーと、ステム下にある2重リングの組み合わせで回転を吸収する。後ろブレーキのワイヤーを長く取ることでもハンドルの回転に対応できることや、ブレーキレススタイルの流行によって、ジャイロは（特にストリート・パークで）減りつつある。またジャイロには、ブレーキの感度が鈍くなる、車体の重量が増すというデメリットがある。

### ペグ

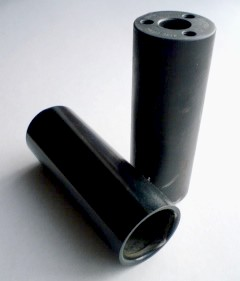
ペグ（ストリート）

フリースタイル専用部品。長さ10cmほどの金属パイプで前後輪のハブ軸の左右に取り付ける。フリースタイルの中でも特にストリートとフラットランドで使用するが、この2種では使用方法も材質も全く異なる。ストリートでは縁石やパイプなどに引っ掛けて滑ることを目的としており、強度と摩擦抵抗の少なさが重視される。材質はクロモリが一般的で、より軽いチタンが使われることもある。滑りを良くするために表面は滑らかにされている。フラットランドのペグは、足場として踏んだり、手でつかむことが目的なので、グリップと握りやすい形状が第一に求められ強度はそれほど必要でない。取り付ける本数については、フラットランドは4本、ストリートは左右どちらか片側のみ2本が多いが、スタイル次第で特に決まりはない。公共施設のパークでは他の利用者との接触による重大事故、施設を著しく損傷させるなどの事例が多く使用が禁止されている。

## 著名なBMX選手

### レース
- 阪本章史 - 2008年、全日本優勝。北京五輪出場。世界BMXレース界メジャーリーグABAのAAPRO参戦ライダー（アジア初）日本BMX界の第一人者。2017年、日本初のプロBMXチーム【GAN TRIGGER】を立ち上げた。
- 飯端美樹 - 2007年、全日本優勝。2013年、アジア選手権日本代表。モデル・タレント活動も行っている。
- 黒田淳 - 2007年、全日本優勝（現在は競輪へ転向）。
- ロビー・マキュアン（現在はロードレースに転向）
- 三瓶将廣 - 2009年、全日本大会で阪本章史を破り優勝。ビザを獲得しアメリカで活動中。
- ジェミー・スタッフ（元クルーザー級世界チャンピオン、その後トラックレースに転身し、北京五輪で金メダル獲得）

### フラットランド・パーク
- 伊東高志
- 森崎弘也
- 山本亮二
- 宇野"YORK"陽介
- 岡村旭
- 田中光太郎
- 内野洋平
- 木場慎一
- 森永智和
- 北山努
- 佐々木慶治
- 倉谷太郎
- 田邉泰志
- 石嶋泰也
- 井谷雅
- 河村卓馬
- 藤井成一
- 坂田精二
- 久家英和
- 池田貴広
- 志賀勇也
- 佐々木元
- 吉田尚生
- 内野良樹
- 中村輪夢

### ストリート・ヴァート
- 和田幸司
- 斉藤誠二
- 植山“Shoe-G”周志
- 岡田一生
- 鶴田絢史
- 根本秀幸
- 池田耕
- 由谷友孝
- 小林隼人
- 小田恵史
- 伊藤悠吾
- 村田怜人
- 高木聖雄
- 勅使川原大地
- 米田"DANIEL"大輔
- 中谷"AGUNES"駿仁

## 代表的な国内のチーム
- GAN TRIGGER
- NSSround
- ZEN DISTRIBUTION
- Addiction
- K-ROCHE
- SOUND$YSTEM
- FICTION
- BGM
- HOLLY'S
- HANGOUT
- dirtnuts
- MoyacyRiders
- Senju Boyz
- ShutChickers
- Waltz bmx
- T430
- 930BMX
- 男気BIKES
- KOMAZAWA FACE DOGS
- TEAM DIG-IT
- QEST BMX SHOW TEAM
- KOASTAL

## 全国のBMXレースができるコース
福島県
- スキルパークたまかわ(玉川村)

茨城県
- ひたち海浜公園BMXトラック（ひたちなか市）

静岡県
- 日本サイクルスポーツセンター（伊豆市）

岡山県
- 笠岡太陽の広場BMXトラック（笠岡市）

広島県
- 土師ダムBMXトラック（広島県）

新潟県
- 金谷山BMXトラック（上越市）

大阪府
- 大泉緑地サイクルどろんこ広場BMXトラック（堺市）
- 岸和田競輪場（岸和田市）

神奈川県
- 緑山スタジオシティBMXコース（横浜市緑区）

埼玉県
- 秩父滝沢サイクルパークBMXコース（秩父市）

三重県
- GONZO track（桑名市）

## 全国のBMXができるスケートパーク
福島県
ニックス
- アーバンスポーツたまかわ（玉川村）

岩手県
- コロッポックルランド（九戸村）

宮城県
- 元気フィールド仙台（仙台市新田東総合運動場）

山形県
- 最上川ふるさと総合公園内 寒河江スケートパーク（寒河江市）

福島県
- 十六沼運動公園（福島市）

神奈川県
- うみかぜ公園（横須賀市）
- 新横浜公園スケボー広場（横浜市港北区）
- 鵠沼海浜公園スケートパーク（藤沢市）

兵庫県
- みなとのもり公園（神戸市中央区）

愛媛県
- ÖLIVE BMX PARK（松山市）